# Josel de Rosheim
Josel de Rosheim (alternativamente: Joselin, Joselmann, Yoselmann, alemán: Josel von Rosheim, hebreo : יוסף בן גרשון מרוסהים José ben Gershon mi-Rosheim, o José ben Gershon Loanz, C 1480 - marzo de 1554) fue el gran defensor ("shtadlan") de los judíos alemanes y polacos durante los reinados de los emperadores romanos Maximiliano I y Carlos V. Maximiliano I lo nombró gobernador de todos los judíos de Alemania, cargo que fue confirmado después de su muerte por su nieto, Carlos V.
Su estatura entre los judíos y el estatus de protección que obtuvo para sí mismo y para los judíos dentro del Sacro Imperio Romano Germánico, se basaron en parte en sus habilidades como abogado y en parte en el papel judío en la financiación de los gastos del emperador. Josel de Rosheim sigue siendo una figura importante de la Historia de los judíos en Alsacia.

## Antecedentes familiares
Su familia probablemente se originó en los franceses Louhans. Uno de sus antepasados fue Jacob ben Jehiel Loans, médico personal del emperador Federico III, ennoblecido por sus logros médicos, y también profesor de hebreo del conocido humanista, abogado y filósofo Johannes Reuchlin.
A pesar del favor mostrado a este antepasado, su historia familiar también muestra la precaria posición de los judíos durante esta época. En 1470, tres de los hermanos de su padre, incluido el rabino Elias, fueron procesados en Endingen, llevados ante el emperador por cargos de que ocho años antes habían realizado un asesinato ritual en Sucot.
También en 1470, el padre de Josel, Gerschon, se instaló en Oberehnheim (Obernai). En 1476, junto con toda la comunidad judía de ese pueblo, la familia huyó (perseguida por mercenarios suizos) a Haguenau , donde nació Josel, posiblemente ya en ese mismo año.

## Primeros años
No se sabe nada de la infancia o la juventud de Josel. Siendo joven, fue rabino en la corte de los judíos de la Baja Alsacia y se ganaba la vida como comerciante y prestamista de dinero. Estas tres ocupaciones seguirían siendo constantes en su vida.
Cuando aún era joven, trabajó por el bienestar de sus correligionarios y, según se informa, fue fundamental para frustrar los planes hostiles de Johannes Pfefferkorn, un judío convertido que se convirtió en un antisemita rabioso. En 1507, en el momento de la expulsión de los judíos de Colmar, se hizo un intento similar en Oberehnheim. Josel apeló con éxito a los funcionarios imperiales y se permitió que se quedaran los judíos de Oberehnheim.
Poco después, al defender el derecho de los judíos a participar en el mercado de Colmar, invocó el concepto jurídico romano de "civibus Romanis" (ciudadanía romana) para argumentar que los judíos, al igual que los cristianos, deberían tener libre acceso a todos los mercados del reino.
En 1510, las comunidades judías de la Baja Alsacia lo nombraron parnas u-manhig (guía y líder jurado), título que originalmente compartió con el rabino Zadoc Parnas. Como tal, tenía que "mantener los ojos abiertos con especial atención a la comunidad" y poseía el derecho de emitir decretos para los judíos de su distrito y de poner bajo la prohibición (cherem, el equivalente a la excomunión) a miembros refractarios. Por otro lado, tenía que defender a las personas y las comunidades de la opresión y, si era necesario, apelar al gobierno y al emperador. Durante los primeros años de su actividad pública, Josel vivió en la ciudad de Mittelbergheim. En 1514 él, junto con otros judíos de este lugar, fue acusado de haber profanado la hostia consagrada, y fue encarcelado durante varios meses, hasta que se comprobó su inocencia. Poco después Josel se trasladó a Rosheim, Alsacia, lugar en el que permaneció hasta su muerte.
En 1515-1516, ayudó a sus hermanos oprimidos en Oberehnheim presentando sus quejas personalmente ante el emperador Maximiliano I y obteniendo un salvoconducto imperial especial para ellos.

## Abogado de los judíos alemanes
Josel se hizo cada vez más conocido, incluso más allá de las fronteras de Alsacia, como defensor de las comunidades judías en asuntos religiosos y legales, y poco a poco Josel adquirió un estatus como abogado, e incluso líder ( "Befehlshaber" ) de todos los judíos en el imperio alemán. Su estatus no era absoluto: en una ocasión fue multado por autodenominarse "Regierer der gemeinen Jüdischkeit" , "gobernante de los judíos".
Poco después de que Carlos V ascendiera al trono en Aquisgrán en 1520, Josel consiguió un estatuto o carta de protección para toda la judería alemana, confirmada diez años más tarde por el Edicto de Innsbruck, el 18 de mayo de 1530. Varias veces intercedió con éxito ante el rey Fernando, hermano del emperador, a favor de los judíos de Bohemia y Moravia.
Durante la Guerra de los Campesinos Alemanes, en 1525, los campesinos de Alsacia habían decidido asaltar la ciudad de Rosheim. Con los campesinos reunidos en las puertas de la ciudad, los reformadores protestantes Wolfgang Capito y Martin Bucer (o Butzer) no lograron disuadirlos de sus planes, pero después de largas discusiones, Josel los convenció de dejar la ciudad y sus judíos en paz. Esto contrastaba fuertemente con Sundgau, donde los campesinos habían expulsado a todos los judíos de la ciudad.
En 1530, en presencia del emperador y su corte en Augsburgo, Josel tuvo una disputa pública con el judío bautizado Antonius Margaritha, quien había publicado un panfleto Der gantze Jüdisch Glaub ( La creencia judía completa) lleno de acusaciones difamatorias contra el judaísmo. La disputa terminó con una victoria decidida para Josel, quien obtuvo la expulsión de Margaritha del reino. (A pesar de esta decisión legal, este trabajo sería reimpreso y citado repetidamente por antisemitas durante los siglos venideros).
En este mismo Reichstag, Josel defendió a los judíos de la extraña acusación de que habían sido la causa de la apostasía de los luteranos. La acción más importante de Josel en el Reichstag de Augsburgo fue el establecimiento de reglas para las transacciones comerciales de los judíos. Se les prohibió exigir una tasa de interés demasiado alta, llamar a un deudor negligente ante un tribunal de justicia extranjero, etc. Josel anunció estos artículos a los judíos alemanes como "gobernador de la comunidad judía en Alemania", por medio de takkanot, una modificación de la ley judía.

## En Bohemia
Mientras todavía estaba ocupado con los artículos de Augsburgo, Josel tuvo que apresurarse a la corte de Carlos V de Brabante y Flandes para defender a los judíos alemanes calumniados allí (1531). En este, para él, el país más inhóspito —porque entonces no vivía allí ningún judío— pasó tres meses ocupándose, cuando no estaba oficialmente comprometido, con los estudios del idioma hebreo. Aunque su vida estuvo una vez en peligro, logró alcanzar el objetivo de su viaje. En el Reichstag de Ratisbona (1532) trató en vano de disuadir al prosélito Solomon Molko de llevar a cabo su fantástico plan para armar a los judíos alemanes y ofrecerlos como ayuda al emperador en sus guerras con los judíos Turcos. Molko no siguió el consejo de Josel y poco después fue quemado como hereje. En 1534 Josel fue a Bohemia para hacer las paces entre los judíos de Praga y los de la pequeña ciudad bohemia de Hořovice. Tuvo éxito en su misión, pero los judíos de Hořovice conspiraron contra su vida y tuvo que buscar refugio en el castillo de Praga.
En 1535, Josel viajó a Brandeburgo-Ansbach para interceder ante el margrave Georg a favor de los judíos de Jägerndorf, que habían sido acusados falsamente y encarcelados; y obtuvo su libertad. Dos años más tarde, Josel intentó ayudar a los judíos sajones, que fueron amenazados con la expulsión por Juan Federico I, elector de Sajonia. Se fue a Sajonia con cartas de alta recomendación a ese príncipe del magistrado de Estrasburgo y a Martín Lutero del reformador alsaciano Capito. Pero Lutero se había amargado contra los judíos debido a su fidelidad a su credo, y rechazó toda intercesión, de modo que Josel no obtuvo ni siquiera una audiencia con el elector. Pero en una reunión en Frankfurt (1539) encontró ocasión para hablar con el príncipe, cuya atención atrajo refutando, en una disputa pública con el reformador Bucero, algunas afirmaciones rencorosas sobre los judíos. En el mismo Reichstag, Philipp Melanchthon demostró la inocencia de los treinta y ocho judíos que habían sido quemados en Berlín en 1510, y esto ayudó a inducir a Kurfürst Joachim de Brandeburgo a acceder a la solicitud de Josel. El elector de Sajonia también derogó entonces su orden de expulsión.
Josel escribió en sus memorias que su situación se debía "a ese sacerdote que se llamaba Martín Lutero, ¡que su cuerpo y alma estén atados al infierno!, que escribió y publicó muchos libros heréticos en los que decía que quienquiera que ayudara a los judíos estaba condenado a la perdición ". Michael escribe que Josel pidió a la ciudad de Estrasburgo que prohibiera la venta de obras antijudías de Lutero; inicialmente se negaron, pero cedieron cuando un pastor luterano de Hochfelden argumentó en un sermón que sus feligreses debían asesinar judíos.

## Refutación de los cargos de Lutero
El mismo año Josel se enteró de que los judíos de Hesse tuvieron que sufrir muchas persecuciones a causa de un panfleto de Bucero. Por lo tanto, escribió una defensa del judaísmo en hebreo, para ser leída en la sinagoga todos los sábados para el consuelo de sus correligionarios. Habiendo expresado el magistrado de Estrasburgo la creencia de que los ataques contra el cristianismo estaban contenidos en la defensa, Josel hizo que le hicieran y le enviaran una traducción literal. Pronto Josel tuvo que defender a los judíos de los ataques del propio Lutero, quien en 1543 había publicado un panfleto muy rencoroso, titulado Von den Juden und Ihren Lügen (Sobre los judíos y sus mentiras), que había dado lugar a un trato severo de los judíos en varios distritos protestantes. Josel refutó las afirmaciones de Lutero en una voluminosa petición al magistrado de Estrasburgo, y este último inhibió una nueva edición del libro de Lutero. En 1541, Josel apareció como "jefe de los judíos en las tierras alemanas" en el Reichstag de Ratisbona, y logró evitar un peligroso edicto que habría prohibido a los judíos participar en cualquier transacción monetaria. Logró en el Reichstag de Speyer en 1544 obtener una nueva carta de protección para los judíos alemanes del emperador, en la que se les permitió expresamente cobrar una tasa de interés mucho más alta que los cristianos, sobre la base de que tenían que pagar mucho impuestos más altos que estos últimos, aunque todas las artesanías y se les prohibió el cultivo de la tierra. Al mismo tiempo, Josel pagó al emperador en nombre de los judíos alemanes una contribución de 3.000 florines para los gastos de la guerra francesa (los franceses se habían aliado en ese momento con los turcos). En la carta de protección de Speyer, mencionada anteriormente, el emperador desaprobó la acusación de asesinato ritual y ordenó que ningún judío fuera encarcelado o condenado por este crimen sin pruebas suficientes. Josel estaba ansioso por obtener esta orden porque en 1543 en Würzburgo cinco judíos acusados de asesinato ritual habían sido encarcelados y torturados. Después de haber intercedido personalmente a favor de estos prisioneros, Josel obtuvo finalmente el perdón del emperador.
En julio de 1543, el rabino Josel escribió una carta al Ayuntamiento de Estrasburgo que ofrecía una defensa contra los ataques de Martín Lutero al Talmud. La carta solicitaba que el Concilio ayudara a Josel a abogar por los judíos en Sajonia y Hesse, y que dejara de imprimir los tratados antisemitas de Lutero. El Consejo se negó a defender a los judíos, pero accedió a dejar de imprimir los escritos de Lutero en la ciudad de Estrasburgo.
En 1546, Josel fue llamado a interferir en nombre de todo el cuerpo de judíos alemanes, que sufrieron mucho durante la guerra de Esmalcalda. A través de Granvella, el influyente consejero del emperador, Josel obtuvo una orden imperial al ejército y un mandato a la población cristiana a favor de los judíos, para que no fueran molestados en el transcurso de la guerra. Como prueba de su gratitud, Josel hizo que los judíos proporcionaran víveres al ejército imperial por donde pasara. En reconocimiento a los grandes servicios prestados por Josel al emperador en esta ocasión y anteriormente, Carlos V renovó en Augsburgo en 1548 el salvoconducto para Josel y su familia, que de ese modo recibió el derecho de paso libre por todo el imperio alemán y de libre residencia. dondequiera que se permitiera vivir a los judíos. La vida de Josel, así como todas sus pertenencias, estaban protegidas por una orden imperial especial. Incluso en los últimos años de su vida, Josel pudo ser útil a Carlos V. En 1552 envió al emperador en Innsbruck por medio de un mensajero especial una advertencia de que el elector Mauricio de Sajonia tenía la intención de invadir el Tirol, y así el emperador pudo a último momento escapar.